# Marco Marsilio
Marco Marsilio (n. 17 februarie 1968, Roma, Italia) este un politician italian.